# Charles Meynier

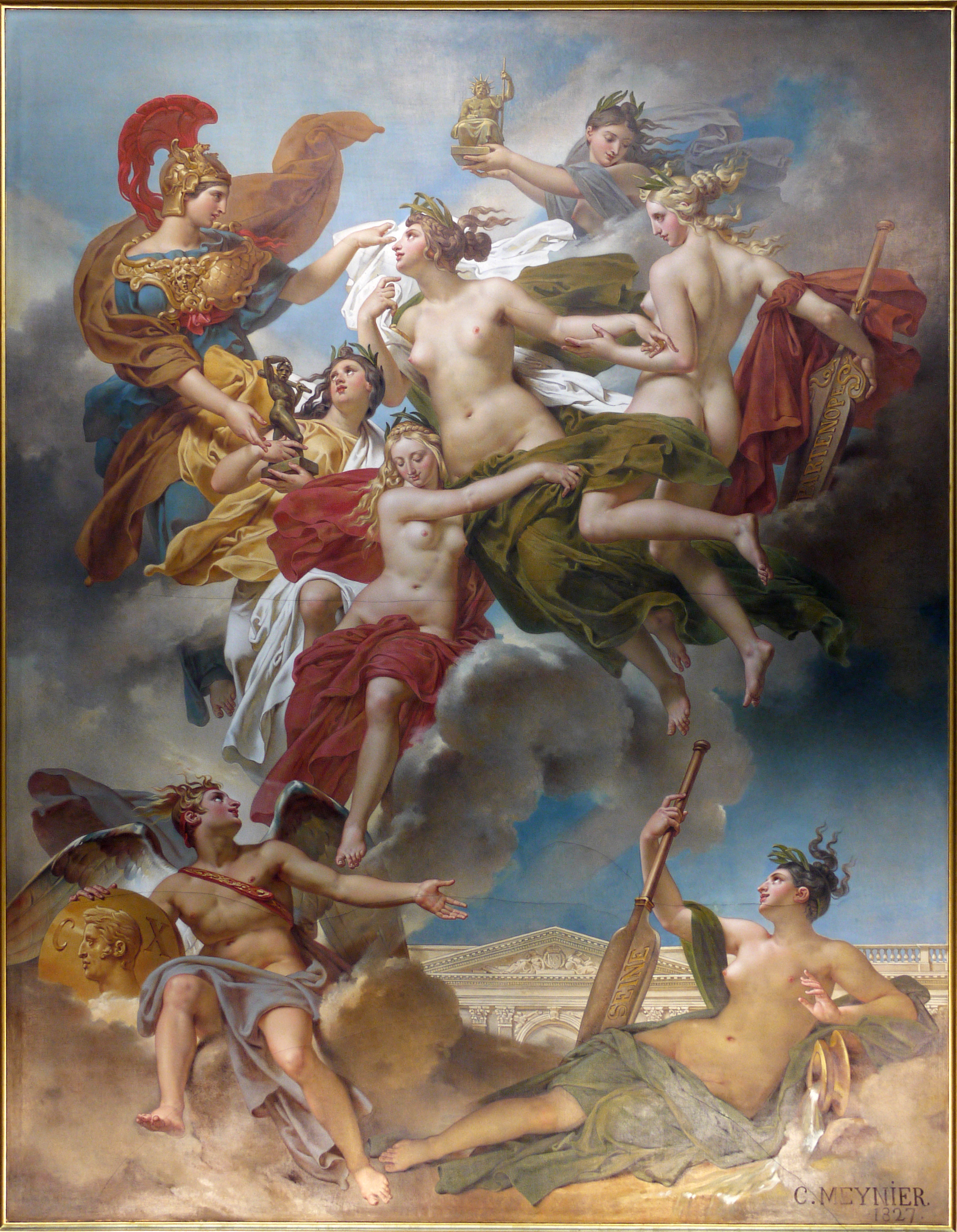
Le Ninfe di Partenope portano i loro penati sulla Senna (1827).

Charles Meynier (Parigi, 24 novembre 1768 – Parigi, 6 settembre 1832) è stato un pittore francese.

## Biografia
Charles Meynier fu allievo di François-André Vincent e dipinse in prevalenza quadri storici e allegorici; a lui si debbono i disegni dei bassorilievi e delle statue dell'Arc de Triomphe du Carrousel.
Nato in una famiglia modesta e destinato dal padre a fare il sarto, aveva come unico desiderio quello di diventare un pittore. Fu il fratello maggiore, attore della Comédie-Française, a farlo ammettere nello studio di François Vincent. Meynier si impegnò moltissimo, ottenendo così riconoscimenti e successi, sino a vincere un secondo prix de Rome nel 1789. E fu proprio il soggiorno a Roma che gli permise di completare e indirizzare il suo talento e le sue scelte di stile.
Perfetto conoscitore dell'anatomia, si espresse assai efficacemente nei nudi e, per la sua padronanza della prospettiva aerea, nelle tele da soffitto. Meynier non conobbe la fama e il successo che avrebbe meritato, anche se nel 1816 divenne membro dell'Accademia delle Belle Arti di Parigi.
Nell'estate del 1832 Meynier e sua moglie contrassero il colera. Charles morì agli inizi di settembre, solo qualche giorno dopo di lei.

## Opere
- Androclo riconosciuto dal leone
- Milone di Crotone
- Telemaco nell'isola di Calipso
- Apollo, Urania, Clio, Polimnia, Erato e Calliope (opera commissionata da Boyer-Frondréde di Tolosa)
- Il 76° di linea ritrova le sue bandiere nell'arsenale di Inspruck (Versailles)
- L'ingresso dei Francesi a Berlino (Versailles)
- I Francesi nell'isola di Lobau (Versailles)
- Dedica della chiesa di Saint-Denis in presenza di Carlomagno (nella sacrestia della stessa chiesa)
- La Saggezza preserva l'Adolescenza dagli attacchi dell'Amore (allegoria appartenuta a M. Sommariva)
- Le ceneri di Focione
- Forbas presenta Edipo alla regina di Corinto (Museo del Louvre)
- Nascita di Luigi XIV (allegoria)
- San Luigi riceve il viatico
- San Vincenzo de' Paoli (Chiesa di San Giovanni a Lione)
- Alessandro e Campaspo (Museo di Rennes)
- La morte di Procrio
- Il trionfo di San Michele sul demonio
- Ritratto del Cardinale Joseph Fesch (Castello di Versailles)
- Roma dona alla terra il Codice di Giustiniano (soffitto del Louvre)
- La Francia protegge le belle arti sotto gli auspici della Pace (soffitto del Louvre)
- Il Genio preserva dai danni del tempo i capolavori dei nostri grandi maestri (soffitto del Louvre)
- Le ninfe di Partenope portano i loro penati sui bordi della Senna (soffitto del museo Carlo X, Museo del Louvre, 1827)

## Galleria d'immagini

### Storia

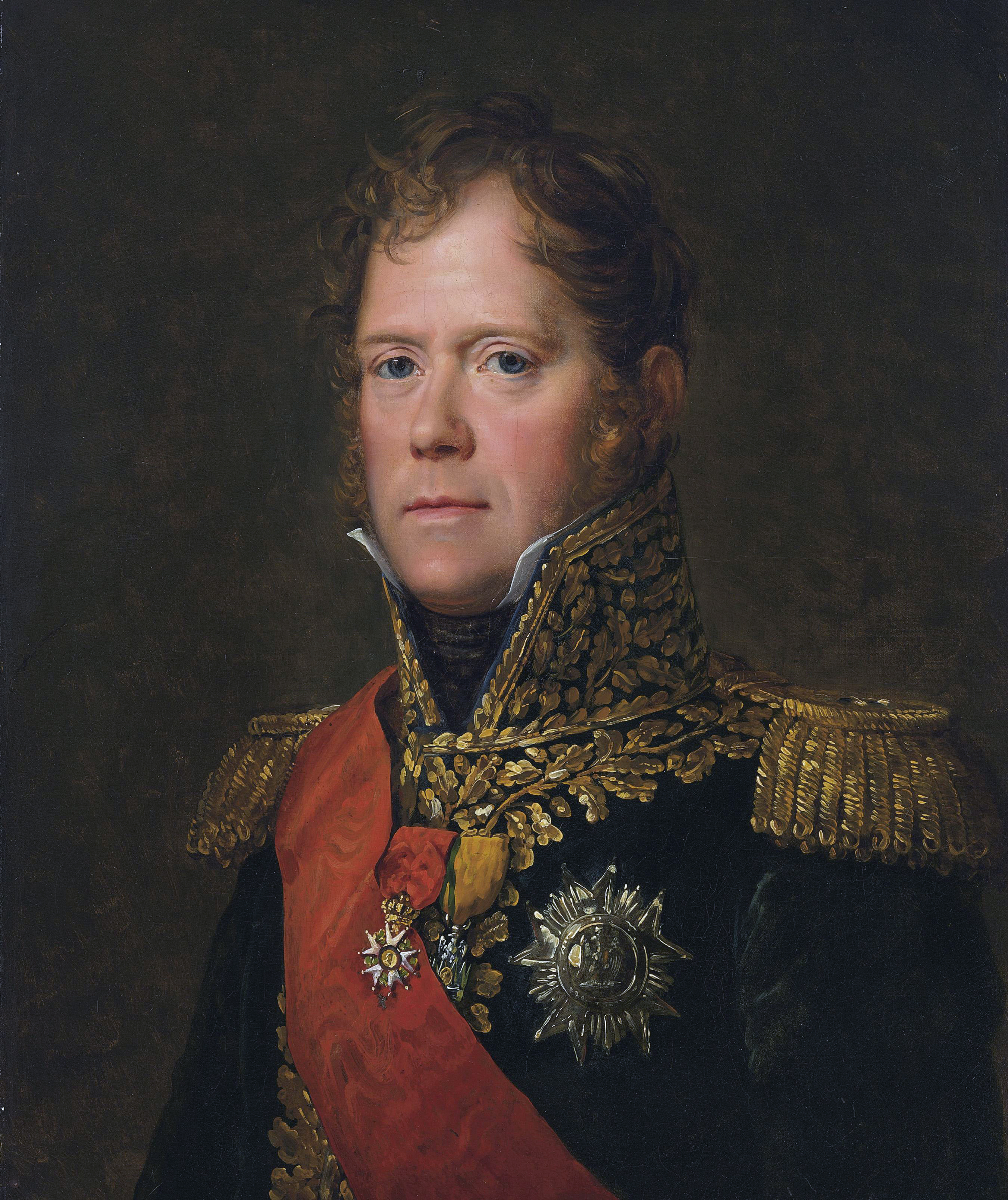
Il Maresciallo di Francia Michel Ney
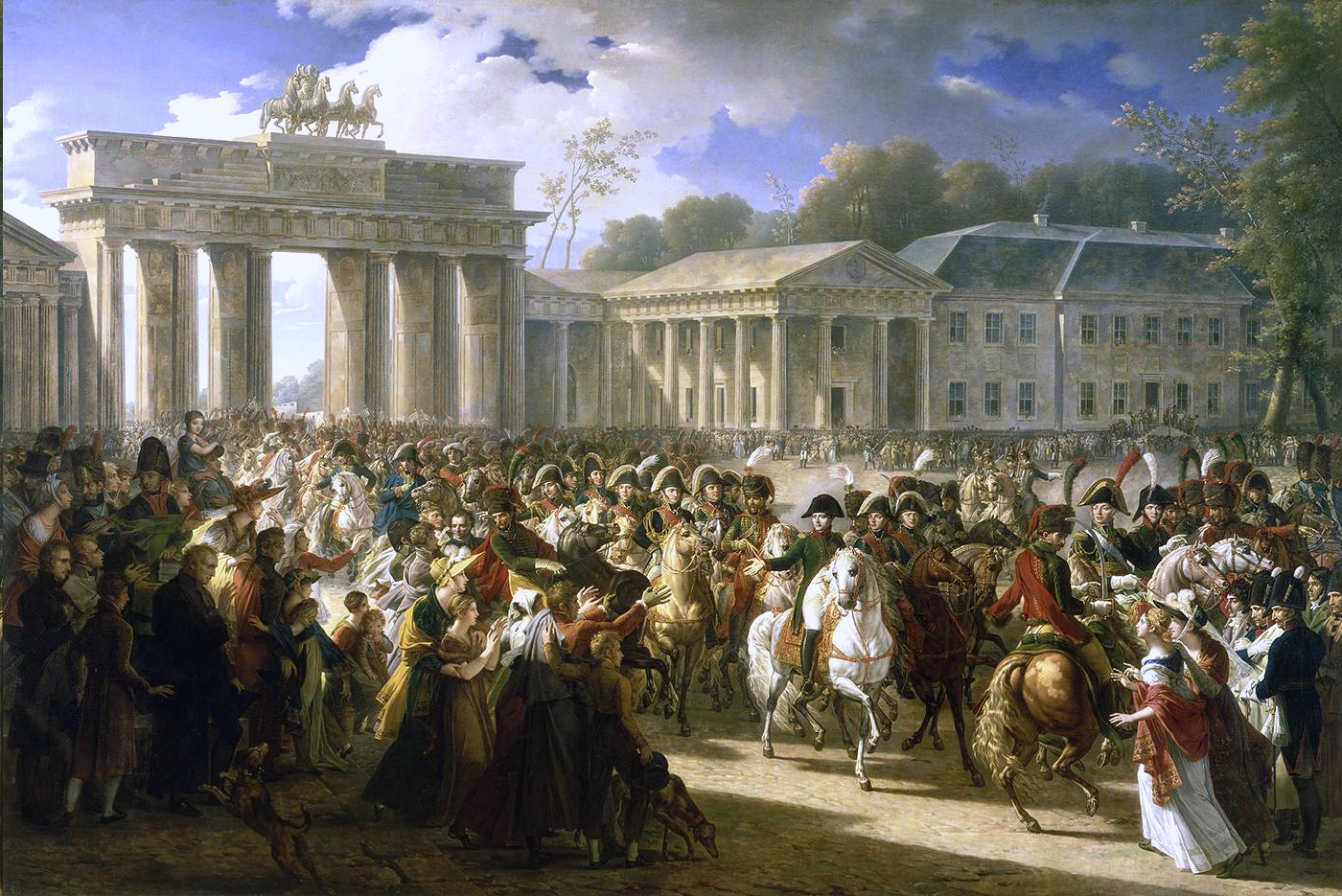
Napoleone a Berlino
Napoleone sull'isola di Lobau
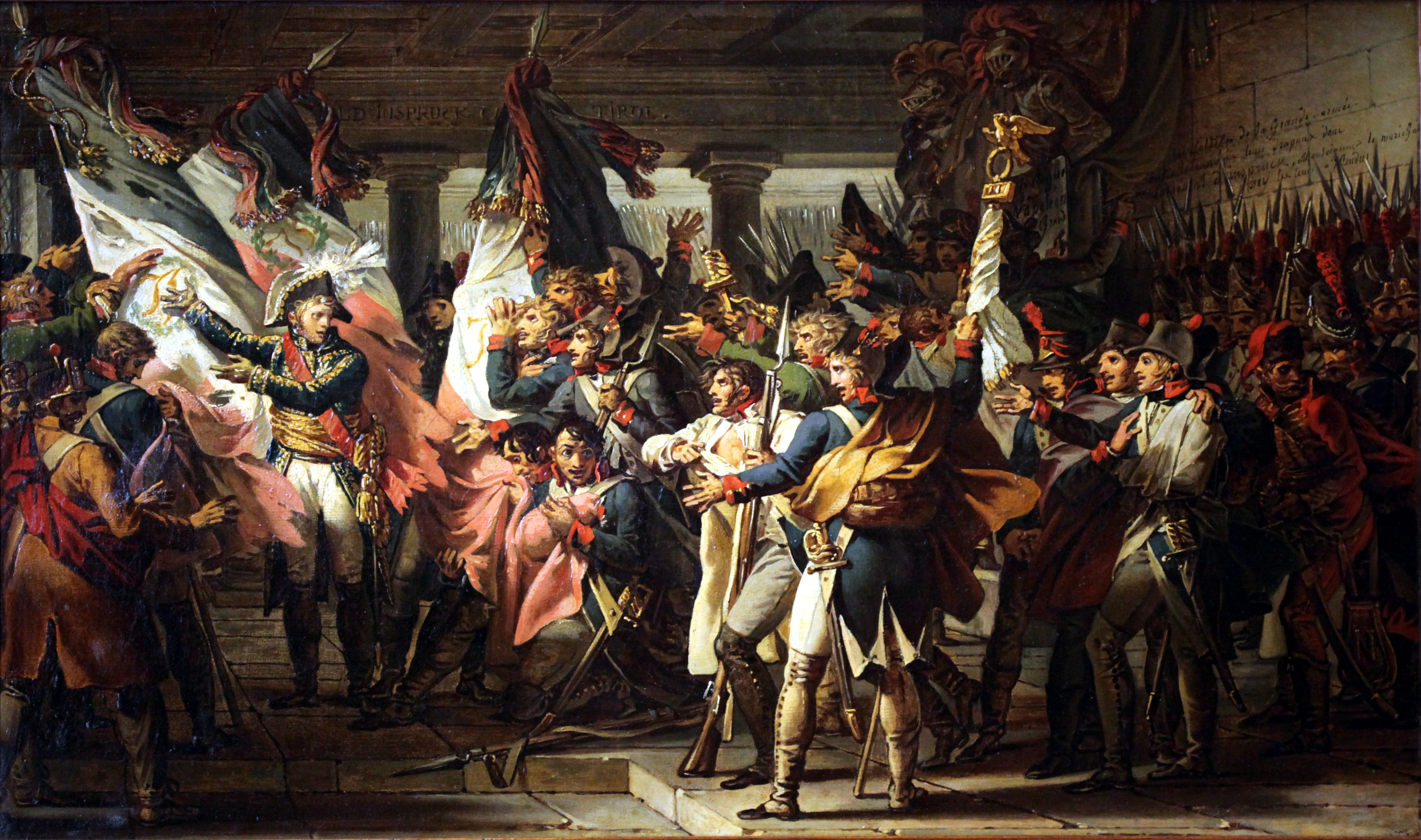
I soldati del 76° ritrovano le bandiere

### Allegorie

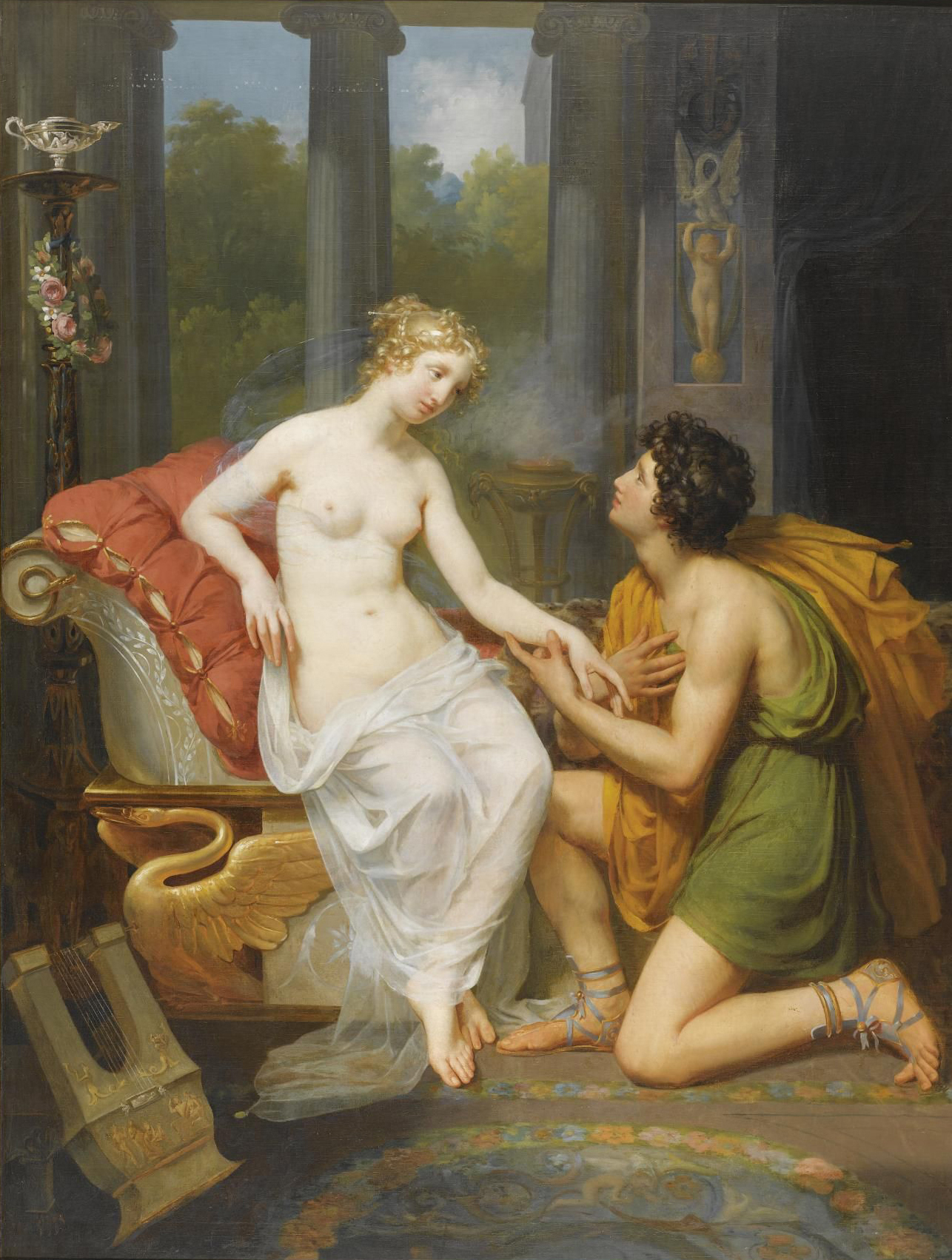
Elena e Paride
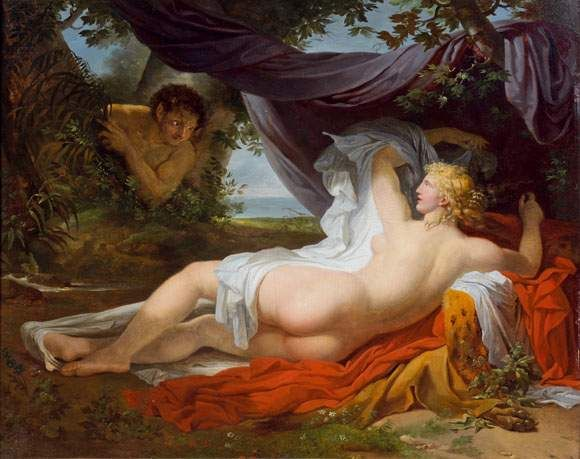
Baccante svegliata da un fauno
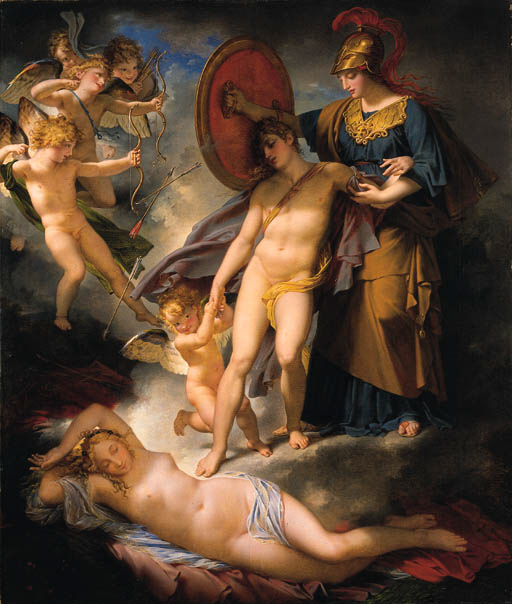
la Saggezza difende la Giovinezza dall'Amore